# 雅凌泰
雅凌泰（1803年—1832年），博尔济吉特氏，清朝喀尔喀蒙古第十二代土谢图汗。
雅凌泰是第五代土谢图汗旺札勒多爾濟的玄孙，第六代土谢图汗敦丹多爾濟的曾孙，第九代土谢图汗車登多爾濟的孙子，第十一代土谢图汗額依多布多爾濟的长子。道光九年（1829年）六月辛卯，道光帝谕内阁，喀尔喀土谢图汗額依多布多爾濟次子车林多尔济，虽然于額依多布多尔济活着的时候曾经保荐。但是现在身有疾病，兼之年幼。恐将来不能当差。雅淩泰是額依多布多尔济之长子，时年二十七岁。该旗官员情愿保举雅凌泰承袭汗爵，所有汗爵，著加恩准其承袭。道光十二年（1832年）雅凌泰去世，車林多爾濟袭封土谢图汗。